# Villa Gärdsgården

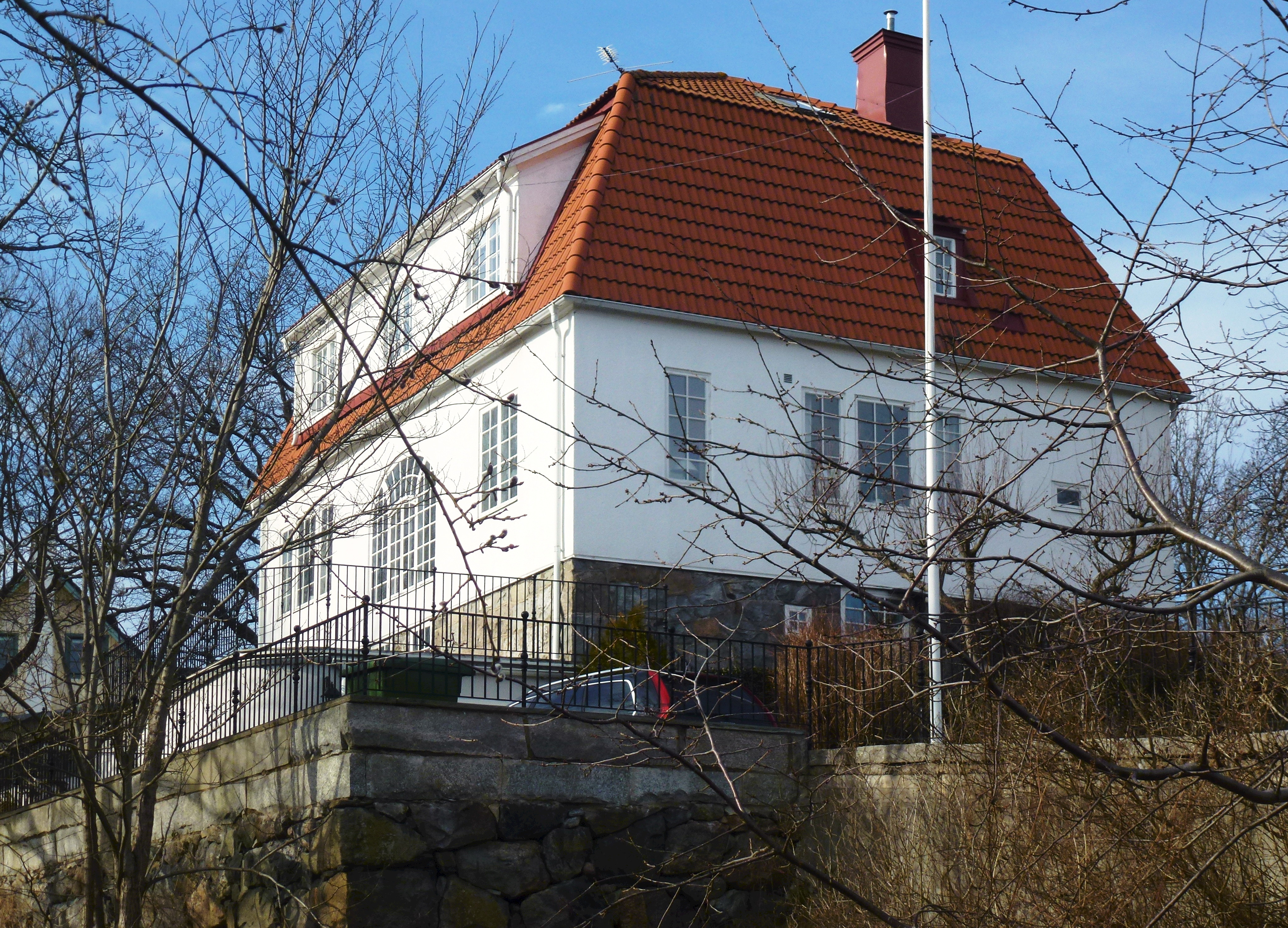
Villa Gärdsgården, mars 2014.

Vill Gärdsgården är en kulturhistoriskt intressant byggnad i kvarteret Utsikten vid Sturevägen 37 i Stocksund, Danderyds kommun. Villan uppfördes 1904-1905 efter ritningar av arkitekt Ragnar Östberg på uppdrag av konstnären Alf Wallander. Byggnaden klassades av kommunen som ”kulturhistoriskt värdefull” vilket betyder att den inte får förvanskas.

## Beskrivning

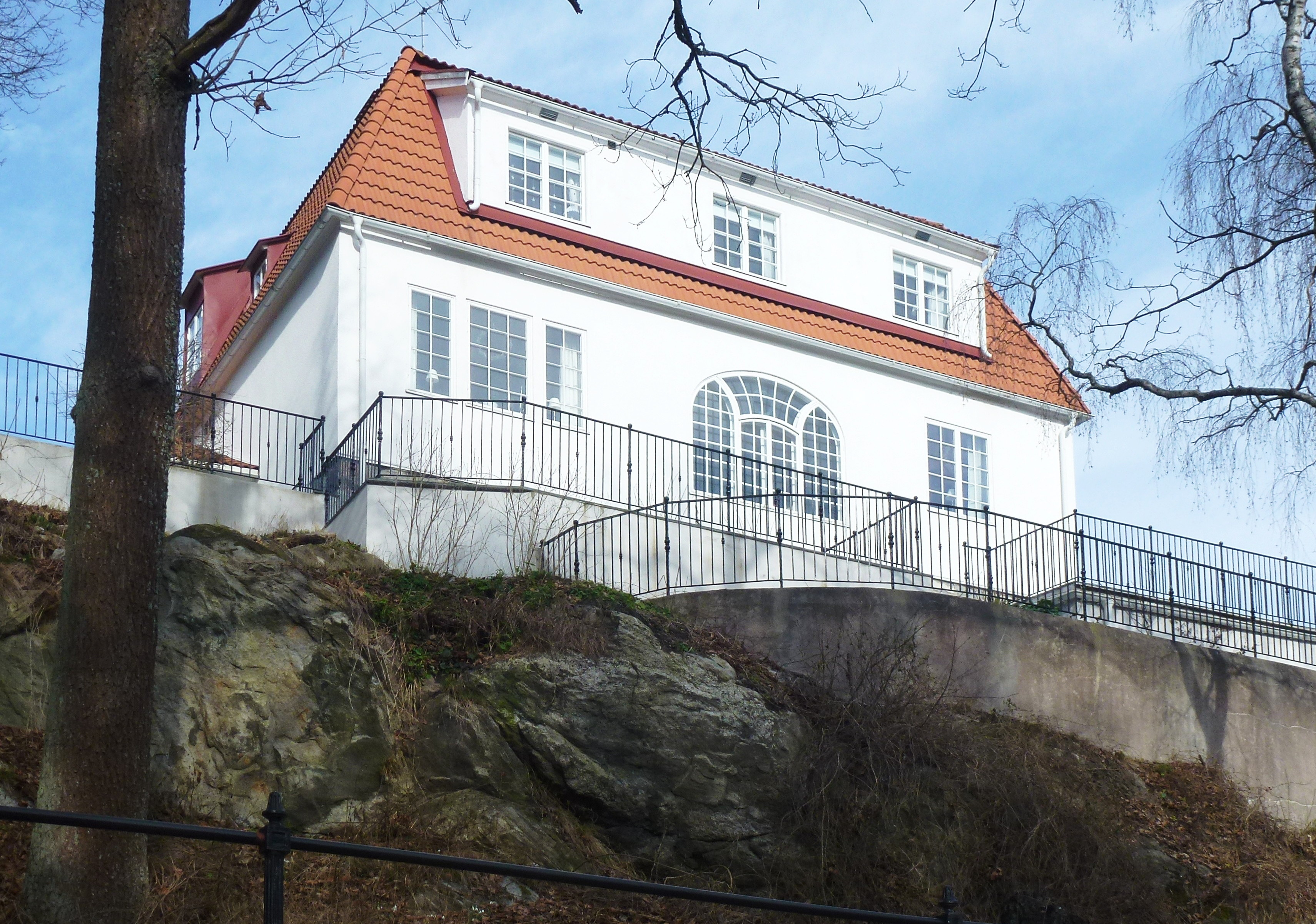
Villa Gärdsgården, fasad mot syd.

Alf Wallander förvärvade 1904 två intilliggande, starkt sluttande bergstomter vid Sturevägen i villastaden Stocksund. I november samma år ansökte han ”vördsammast” att få uppföra ett boningshus på den östra tomten. Till arkitekt anlitade han Ragnar Östberg, men hade själv upprättat en del ritningar. Bland annat hade Wallander ritat en enorm ingångsport och det påstås att Östberg undrade om byggherren hade för avsikt ”att köra igenom med automobil”. I sitt decembernummer från 1905 presenterade tidningen Idun Wallandes nya hem i Stocksund med bland annat följande ord: ”Å en sällspordt vacker plats på Stocksund, på en ståtlig höjd, med vid utsikt öfver blånande furutoppar reser sig den präktiga stugan.”
Villans interiör hade formgivits av Alf Wallander i jugend. Men även hustrun Gerda Wallander påverkade inredningen, hon hade innan giftermålet besökt Konstakademien och blev känd för sina landskapsmålningar. Troligen var det även en ordlek med hennes förnamn som inspirerade till villans namn Gärds-går'n (Gärdsgården).  På bottenvåningen låg kök och matsal samt två vardagsrum med rökvrå, biblioteks- och skrivvrå. I övervåningen hade Wallander sitt arbetsrum.  Huset hade redan från början centralvärme. 1927 utfördes en mindre tillbyggnad som innehöll jungfrukammare.
Själva byggnaden är uppförd i 1½ våningar med byggnadsstomme av trä på en sockel av kvaderhuggen natursten. Fasaderna var ursprungligen klädda med träpanel och kring entrén med spån. Idag är fasaderna putsade och avfärgade i gråvit kulör. Fönstren är smårutiga. Taket är ett brant, valmat och brutet sadeltak. Entrén ligger mot norr och över den dubbla ytterporten finns en balkong samt en rundad takkupa.

## Historiska bilder

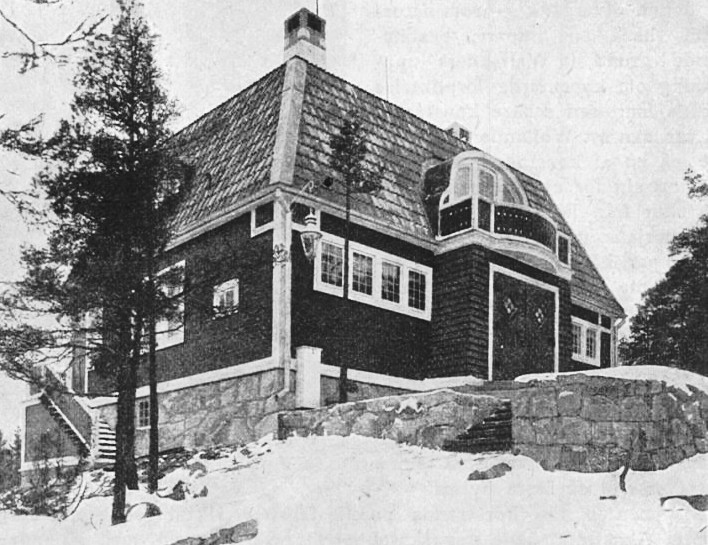
Villan 1905, fasad mot norr
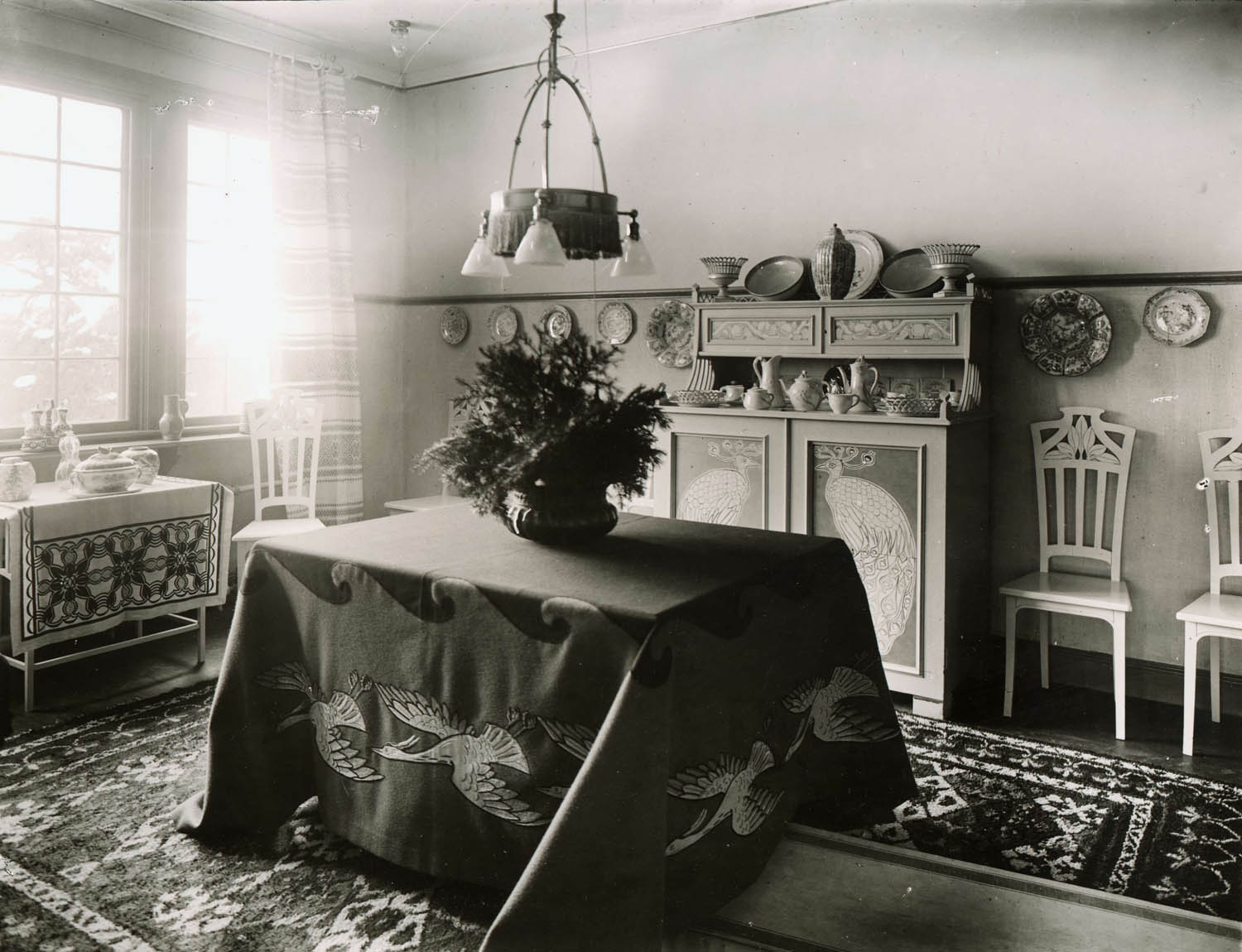
Villans matsal, 1905.
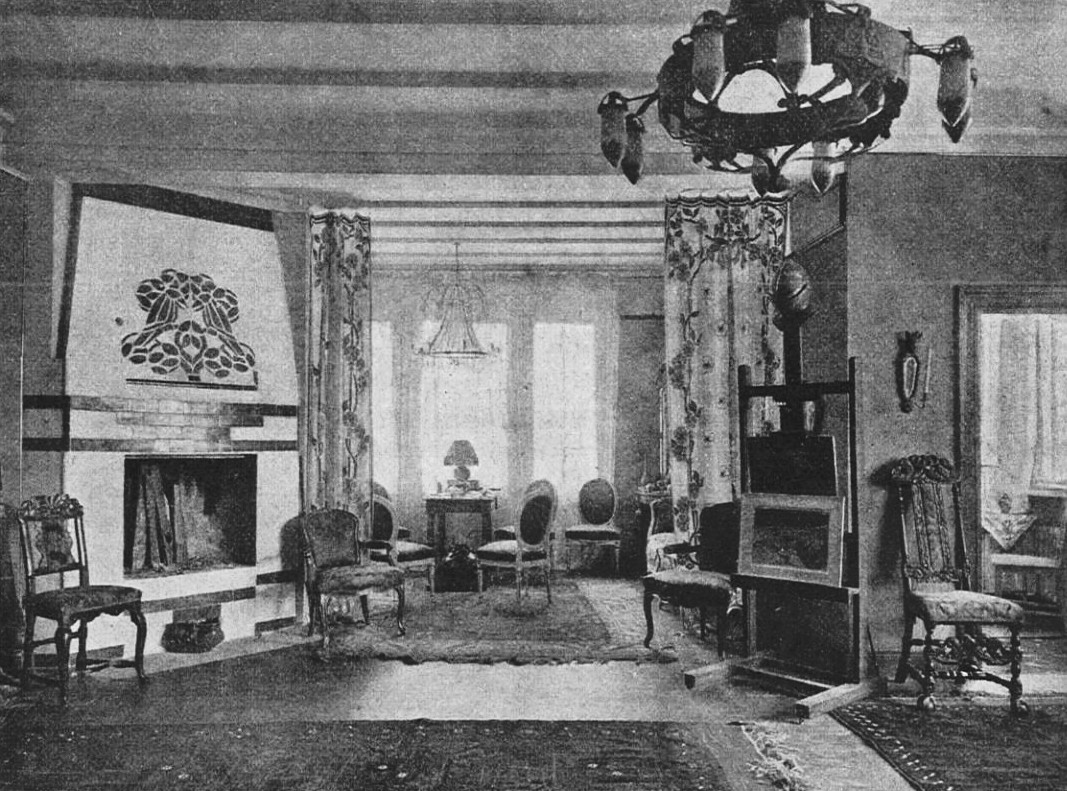
Villans vardagsrum 1905.
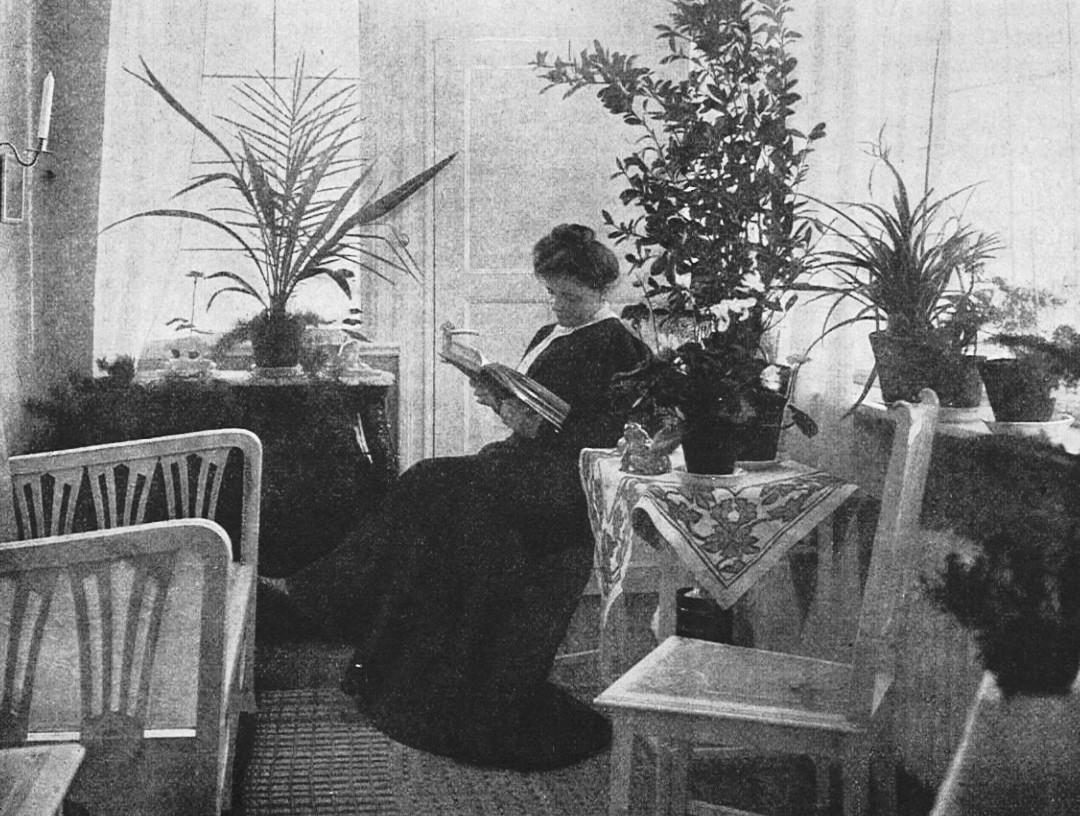
Gerda Wallander i sitt blomsterrum 1905.